# Tipula sacra
Tipula sacra är en tvåvingeart som beskrevs av Alexander 1946. Tipula sacra ingår i släktet Tipula och familjen storharkrankar. Inga underarter finns listade i Catalogue of Life.